# Ана Фројд
Ана Фројд (Беч, Аустрија, 3. децембар 1895 — Лондон, УК, 9. октобар 1982), била је аустријска психоаналитичарка која је допринела рађању нове подврсте, дечје психоанализе. Поред Меланије Клајн, може се сматрати оснивачицом психоанализе дечје психологије. Била је најмлађе дете од три сина и три ћерке, колико су имали Сигмунд Фројд и Марта Бернес.

## Детињство
Ана је била живахна, весела и немирна до крајности. Њену несташност Фројд је у једном писму пријатељу, овако представио: "Ани несташност савршено стоји".
Била је у лошим односима са мајком. Најмање вољено дете у породици, била је љубоморна на своју сестру Софију, мајчину мезимицу. Међутим, обожавала је свог оца и постала је његова мезимица; имала је изузетно присан и добар однос са њим. Изузетна присност између оца и ћерке, може се описати као "очева зависност о најмлађој ћерки, као о цигаретама".
Догађаје из Аниног детињстава, њен отац је често користио као материјал за своја истраживања. Један од тих догађаја, био је када је Ана имала две године. Било јој је забрањено да једе читав дан, због повраћања преједањем јагода. А по ноћи у сну је причала: "Ана Фојд, јагјоде, дивје јагјоде, омјет, пудинг". Тај догађај је ишао Сигмунду у прилог његовој тези: Дечје жеље за забрањеним воћем, лако се могу ишчитати из снова.
Као веома млада, заинтересовала се за рад свог оца. Када је имала четрнаест година, седела је на састанцима Бечког психоаналитичког удружења, а већ од своје петнаесте године, Ана је читала очева дела и анализирала списе. Понајвише је читала Интерпретацију снова. Како ни једно друго Фројдово дете није показивало интерес за очев рад, а жена Марта је сматрала његове идеје обликом порнографије, Сигмунд био срећан са Аном, јер је имао са ким из своје породице да разговора о својим теоријама. Тако је, мало по мало, припремао своју најмлађу ћерку за своју помоћницу.
Основно образовање Ана Фројд завршила је у Cottage Lyceumu, у Бечу 1912. године. По завршетку школе, била је јако несигурна у погледу тога шта треба урадити у будућности. Говорила је како није много научила у школи, већ од оца и његових пријатеља код куће. То је био и разлог њеног знања хебрејског, немачког, енглеског, италијанског и француског језика. Тако је 1914. године одлучила да сама оде у Енглеску, како би усавршила своје знање тог језика. Међутим, убрзо након што је стигла, морала је да се врати кући, јер је почео Први светски рат. Била је држављанка непријатељске земље Аустрије, и није могла остати у Енглеској.

## Посвећивање психоанализи
При повратку у Беч, полаже испит за приправника у својој основној школи. Од 1915. до 1917. године, била је на тој позицији, а затим је постала учитељица од 1917. до 1920. године. Због туберкулозе, прекида свој рад у школи. У међувремену, 1918. године, села је први пут на кауч у очевој ординацији, где ће је њен отац по први пут подвргнути дидактичкој анализи (1918—1920). Тада почиње озбиљно да се посвећује психоанализи. У школи је развила своју љубав према деци, али и интересовање за дечју психоанализу. Како би се више приближила оцу и ојачала њихову везу, предано је студирала психоанализу. Сигмундово психоанализирање сопствене породице, по кодексима струке, касније је проглашено, неетичким.
Године 1920. похађала је Конгрес психоаналитичара у Хагу, заједно са својим оцем. Студирајући психоанализу, определила се за проучавање Ега (свесно ја у човеку) и његове улоге у животу човека, док је Фројд остао да проучава Идо (подсвесно у човеку). Бавила се динамиком психе, а не њеном структуром. Увидела је да се личност човека највећим делом формира у најранијој младости, и да се особа касније сама надграђује. Од 1922. до 1924. године, отац је опет Ану подвргнуо дидактичкој психоанализи.
Године 1922, објавила је свој први аналитички рад "Фантазми и будни снови једног тученог детета".
Године 1923. започиње праксу психоанализе деце, и тај рад издаје као своју прву књигу "Упознавање са техникама дечје психоанализе". Анина права интересовања била су наклоњена пракси, па је већину енергије посвећивала раду са децом и адолесцентима. Само посматрање детета у већ одраслом човеку, од мале је помоћи за самог појединца. Добро га разумете, али му можете и мало помоћи. Док у раду са децом, која су још у примарном окружењу, лакше је утицати на узроке, и тиме креирати жељене последице. Ана није била само посматрач, већ је улазила у живот деце као одрасла особа, а не као још једно дете, или као замена за родитеља. Та њена одлука, да буде као још једна одрасла особа, показала се у животу и анализи деце као најприроднија ствар. Анина покретачка идеја била је решити проблем у повоју, и та идеја се успешно и данас користи у психологији.
Потпуна посвећеност психоанализи и оданости свом оцу, који је био неприкосновени вођа аналитичког покрета, увела ју је у најужи круг његових верних следбеника. Године 1924. улази у тзв. Тајни комитет (Филис Гроскурт, Тајни прстен: Фројдов ужи круг сарадника и политика психоанализе, 2009). Године 1925, отвара се у Бечу Институт за психоанализу, где је постала директор. Те исте године, основала је и чувени Дечји семинар. До 1938. била је директорка Института за психоанализу.

## Одлазак у Лондон
У периоду од 1923. до 1939, отац јој је био тешко болестан. Цела породица је избегла у Лондон 1938. из окупираног Беча. Здравље њеног оца погоршавало се због рака вилице. Она га је крајње предано и пожртвовано неговала. Није се удавала. У Лондону је наставила своју професионалну каријеру. Њен отац, Зигмунд Фројд, умро је у јесен 1939. године.
Од 1940. до 1945. године, управљала је клиником "Хамстед" коју је сама основала. Оригинални начин анализе деце и теорију дечјег развоја изграђивала је и дограђивала деценијама у терапеутском раду на клиници. Године 1947. основан је Курс за терапију деце, на чијем челу је била Ана Фројд. Такође, била је директорка Клинике за терапију деце Хамстед, од 1952. године. На тој позицији је била пуне три деценије.
У том периоду су се развиле две непомирљиве стратегије и две супротстављене школе дечје анализе, школе Ане Фројд и Меланије Клајн.
Свој теоријски и практични рад Ана Фројд у областима психотерапије и дечје психологије представља убедљив и аргументован одговор на критике упућене психоаналитичкој теорији да се она искључиво бави девијантним, абнормалним феноменима и да своје закључке гради на моделу неуротичне личности и патолошког развоја.

Ана Фројд у својој књизи "Нормалност и патологија у детињству" (1966/2000) истиче да психоаналитичко образовање одвлачи пажњу аналитичара од нормалног психичког живота и развоја, те га усмерава на изопачење карактера, деликвенцију, перверзије, неурозе и психозе.
Своје теоријске ставове уобличила је у оквиру новонастале школе познате као его психологија.
Од 1950. године, до краја свог живота, путовала је редовно у САД да држи предавања. Изабрана је за иностраног почасног члана Америчке академије наука и уметности 1959. године.
Током 1970—их година, бавила се проблемима емотивно лишених и социјално угрожене деце, и проучавала је одступања са кашњењем у развоју код деце.

## Крај живота
Ана Фројд, умрла је 9. октобра 1982. године у Лондону. Кремирана је у крематоријуму Golders Green Crematorium, и стављена на мермерну полицу до својих родитеља. Њена доживотна пријатељица и остали чланови породице Фројд после кремације су такође остављени ту.
Годину дана након њене смрти, појавила се публикација њених сабраних дела.
Године 1984, Хамстед клиника мења име у Центар Ане Фројд.
Године 1986, њена кућа у Лондону пуни четрдесет година. Анина жеља је била, да њена кућа после четрдесет година, буде претворена у Фројдов музеј, посвећен њеном оцу и психоаналитичком друштву.